# Banco de Saba
El Banco de Saba (en neerlandés: Sababank) se localiza en el Caribe Neerlandés, se trata del atolón submarino más grande en el océano Atlántico y tiene una de las más ricas diversidades en vida marina en el mar Caribe. En 2010 fue designado como el "Parque Nacional del Banco Saba", uno de los parques nacionales de los Países Bajos y fue reconocido oficialmente como tal en 2012.
La parte nororiental del Banco de Saba se encuentra a unos 4,3 kilómetros al suroeste de la isla de Saba. Se levanta unos 1000 m sobre las profundidades generales del fondo del mar circundante. Con una longitud de 60 a 65 km y un ancho de 30 a 40 km, la superficie total del atolón es de aproximadamente 2200 km², con una profundidad que va desde 11 hasta 200 metros y con 1600 km² en los cuales la profundidad es de 50 m.